# Persone di nome Giacomo/Altre...
| Questa pagina contiene informazioni ricavate automaticamente dalle voci biografiche con l'ausilio del template Bio e di un bot. L'aggiornamento è periodico e automatico e ricostruisce completamente la pagina. Se manca una persona in questa lista, sei pregato di non aggiungerla, ma accertati piuttosto che la sua voce biografica contenga il template Bio e che i dati anagrafici siano correttamente compilati. Se il template Bio manca, inseriscilo tu stesso o, in alternativa, metti l'avviso {{tmp\|Bio}} che ne segnala la mancanza. Se i dati riportati sono sbagliati, correggi direttamente la voce biografica; le modifiche saranno visibili in questa lista entro pochi giorni. Per chiarimenti vedi il progetto antroponimi. La lista contiene solo le 55 persone che sono citate nell'enciclopedia e per le quali è stato implementato correttamente il template Bio. Pagina aggiornata al 20 mar 2018. |

Questa è una lista di persone presenti nell'enciclopedia che hanno il prenome Giacomo e come attività principale sono Altre...

## B(2)
- Giacomo Boncompagni (Bologna, n.1548 - Sora, †1612)
- Giacomo di Braganza (Vila Viçosa, n.1479 - Vila Viçosa, †1532)

## C(7)
- Giacomo Carlini, ostacolista, velocista e multiplista italiano (Genova, n.1904 - Genova, †1963)
- Giacomo Cassetti, scultore italiano (Sambruson, n.1682 - Vicenza, †1757)
- Giacomo Sciarra Colonna (Venezia, n.1270 - Venezia, †1329)
- Giacomo I Crispo (Ferrara, †1418)
- Giacomo II Crispo (n.1426 - †1447)
- Giacomo III Crispo (†1480)
- Giacomo IV Crispo (†1576)

## D(6)
- Giacomo DiNorscio, mafioso statunitense (n.1940 - †2004)
- Giacomo d'Aragona (n.1296 - Tarragona, †1334)
- Giacomo di Maiorca (n.1274 - †1330)
- Giacomo del Balzo (Taranto, †1383)
- Giacomo I di Borbone-La Marche (n.1319 - Lione, †1362)
- Giacomo Enrico di Borbone-Spagna (La Granja de San Ildefonso, n.1908 - San Gallo, †1975)

## F(1)
- Giacomo Feo (n.Forlì - Forlì, †1495)

## I(1)
- Giacomo Inaudi,  italiano (Borgata Norat, n.1867 - Champigny-sur-Marne, †1950)

## K(1)
- Jacob Kettler (Kuldīga, n.1610 - Jelgava, †1682)

## L(2)
- Giacomo Leone, ex maratoneta italiano (Francavilla Fontana, n.1971)
- Giacomo di Lusignano

## M(1)
- Giacomo Maria Manzoni (Barzio, n.1576 - Lecco, †1642)

## P(4)
- Giacomo Panizza, ostacolista italiano (Lecco, n.1989)
- Giacomo Peppicelli, mezzofondista italiano (Città della Pieve, n.1928 - Paciano, †2011)
- Giacomo Perollo (Sciacca, †1529)
- Giacomo Puosi, ex velocista italiano (Viareggio, n.1946)

## S(7)
- Giacomo di Savoia-Acaia (Pinerolo, n.1319 - Pinerolo, †1367)
- Giacomo di Savoia-Nemours (Vauluisant, n.1531 - Annecy, †1585)
- Giacomo I d'Inghilterra (Edimburgo, n.1566 - Londra, †1625)
- Giacomo II d'Inghilterra (Londra, n.1633 - Saint-Germain-en-Laye, †1701)
- Giacomo Stewart (n.1531 - †1570)
- Giacomo Francesco Edoardo Stuart (Londra, n.1688 - Roma, †1766)
- Giacomo Stuart (Saint Andrews, n.1540 - Saint Andrews, †1541)

## T(1)
- Giacomo e Giovanni Battista Tocci (Locana, n.1875)

## ...(22)
- Giacomo il Maggiore (n.Betsaida - Gerusalemme, †44)
- Giacomo II di Aragona (Valencia, n.1267 - Barcellona, †1327)
- Giacomo il Minore (n.5 - Gerusalemme, †62)
- Giacomo il Giusto (Gerusalemme, †62)
- Giacomo I di Scozia (n.1394 - †1437)
- Giacomo I d'Aragona (Montpellier, n.1208 - Valencia, †1276)
- Giacomo II di Cipro (n.Nicosia - Famagosta, †1473)
- Giacomo II di Scozia (Edimburgo, n.1430 - Roxburgh, †1460)
- Giacomo III di Scozia (Stirling, n.1451 - Sauchie Burn, †1488)
- Giacomo IV di Scozia (Stirling, n.1473 - Northumberland, †1513)
- Giacomo V di Scozia (Lothian dell'ovest, n.1512 - Fife, †1542)
- Giacomo III di Cipro (Famagosta, n.1473 - Famagosta, †1474)
- Giacomo II di Maiorca (Montpellier, n.1243 - Palma di Maiorca, †1311)
- Giacomo III di Maiorca (Catania, n.1315 - Llucmajor, †1349)
- Giacomo Pio di Borbone-Spagna (Vevey, n.1870 - Parigi, †1931)
- Giacomo I di Urgell (n.1321 - Barcellona, †1347)
- Giacomo II di Urgell (Balaguer, n.1380 - Jàtiva, †1433)
- Giacomo di Castiglia (n.1267 - Orgaz, †1284)
- Giacomo di Savoia-Romont (n.1450 - †1486)
- Giacomo di Brézé,  francese (Nogent-le-Roi, †1494)
- Giacomo l'Interciso (n.Beth Lapat - †Ctesifonte)
- Giacomo di Monaco (Monaco, n.2014)